# Білоруська асоціація «Конкурс»
Громадське об'єднання «Білоруська асоціація „Конкурс“» — громадське об'єднання, метою діяльності якого є популяризація знань серед школярів, в області точних, природничих та гуманітарних наук різними засобами, зокрема через організацію інтелектуальних конкурсів.

## Список конкурсів

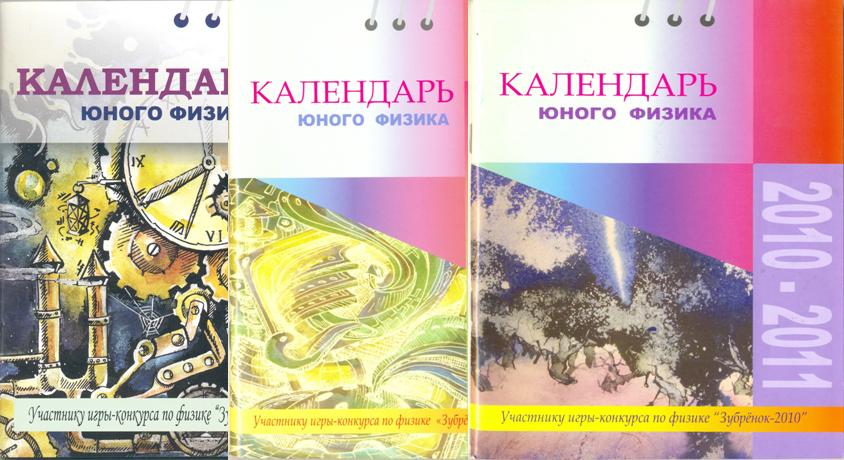
«Календарі юного фізика», видані як приз учасникам конкурсу «Зубренок».

- Міжнародний математичний конкурс «Кенгуру»[1].
- Конкурс з фізики «Зубренок»[2].
- Природознавчий конкурс «Колосок»[3].
- Конкурс з білоруської мови «Буслік»[4].
- Конкурс з російської мови та літератури «Журавлик»[5].
- Міжнародний конкурс з іноземних мов «Лінгвістенок»[6].
- Конкурс з інформатики «Інфомишка»[7].

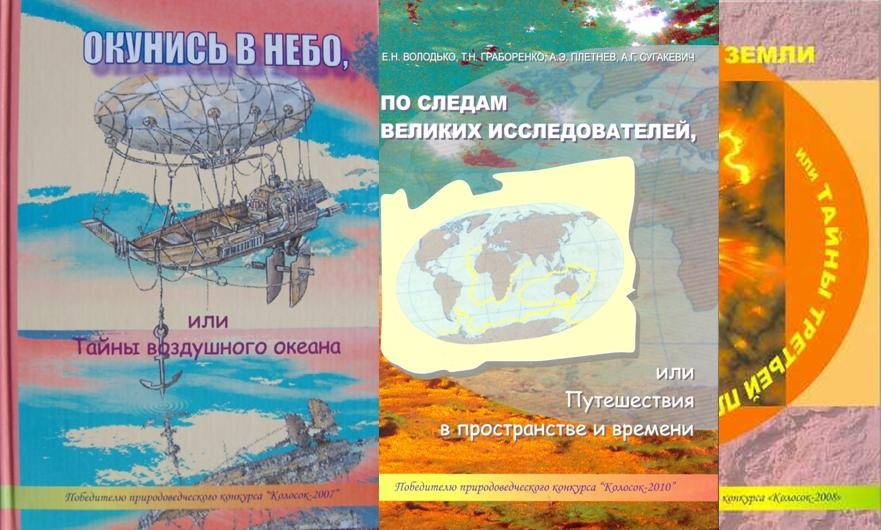
Обкладинки науково-популярних книг із циклу «Книги таємниць, або Світ, в якому ми живемо», виданих як приз для переможців конкурсу «Колосок».

## Про конкурси
Інтелектуальні конкурси, асоціації «Конкурс» проводяться за правилами популярного міжнародного математичного  конкурсу «Кенгуру».
Конкурси організовуються Білоруської асоціацією «Конкурс» спільно з Академією післядипломної освіти за підтримки Міністерства освіти Республіки Білорусь.
Учасниками даних конкурсів можуть бути всі охочі, але участь в них платна. Вони проводиться в школах, ліцеях, гімназіях, де навчаються учасники, в один і той же день, в один і той же час. Кожен учасник отримує заохочувальний приз.